# Вилке, Теун
Теун Себастьян Анхель Вилке Браамс (исп. Teun Sebastián Ángel Wilke Braams; род. 14 марта 2002, Сантьяго-де-Керетаро, Мексика) — мексиканский футболист, нападающий клуба «СПАЛ», выступающий на правах аренды за «Серкль Брюгге».

## Карьера
Играл в молодёжной команде «Керетаро». С июля 2018 по август 2021 года выступал в молодёжке «Херенвена». В августе 2021 года стал игроком команды «СПАЛ» U19. В августе 2022 года отправился в аренду в «Серкль Брюгге», где был заявлен за основную и молодёжную команды. В Про-Лиге дебютировал 27 августа в матче с «Зюлте-Варегем».